# Parasicyos dieterleae
Parasicyos dieterleae är en gurkväxtart som beskrevs av R. Lira Saade och R. Torres Colin. Parasicyos dieterleae ingår i släktet Parasicyos och familjen gurkväxter. Inga underarter finns listade i Catalogue of Life.